# Chongyang, Guangdong
Chongyang (kinesiska: 重阳) är en köping i sydöstra Kina. Den ligger i stadsdistriktet Wujiang i staden Shaoguan i provinsen Guangdong, omkring 200 kilometer norr om provinshuvudstaden Guangzhou. Antalet invånare är 10 679. Befolkningen består av 5 256 kvinnor och 5 423 män. Barn under 15 år utgör 23,0 %, vuxna 15-64 år 64 %, och äldre över 65 år 11,0 %.